# Троянська сільська рада (Добровеличківський район)
| Троянська сільська рада — колишній орган місцевого самоврядування у Добровеличківському районі Кіровоградської області з адміністративним центром у с. Трояни. Сільській раді підпорядковані населені пункти: - с. Трояни - с. Новодобрянка - с. Новоодеса |

## Склад ради
Рада складається з 12 депутатів та голови.

### Керівний склад ради
| ПІБ                       | Основні відомості                                                 | Дата обрання | Дата звільнення |
| ------------------------- | ----------------------------------------------------------------- | ------------ | --------------- |
| Зданська Надія Миколаївна | Сільський голова, 1962 року народження, освіта, позапартійна      | 26.03.2006   | 31.10.2010      |
| Зданська Надія Миколаївна | Сільський голова, 1962 року народження, освіта вища, позапартійна | 31.10.2010   |                 |

Примітка: таблиця складена за даними джерела

## Населення
Згідно з переписом УРСР 1989 року чисельність наявного населення села становила 495 осіб, з яких 221 чоловік та 274 жінки.
За переписом населення України 2001 року в селі мешкало 466 осіб.

### Мова
Розподіл населення за рідною мовою за даними перепису 2001 року:
| Мова       | Відсоток |
| ---------- | -------- |
| українська | 95,92 %  |
| російська  | 3,22 %   |
| молдовська | 0,43 %   |
| білоруська | 0,21 %   |
| інші       | 0,22 %   |